# Аньиль, Маргерет
Маргерет Аньиль (англ. Marguerite Agniel; 21 января 1891 — ок. 1971) — бродвейская актриса и танцовщица, а впоследствии гуру в области здоровья и красоты в Нью-Йорке в начале XX века. Известность ей принесла книга 1931 года «Искусство тела: ритмические упражнения для здоровья и красоты» (англ. The Art of the Body: Rhythmic Exercise for Health and Beauty), одна из первых работ, в которой были объединены йога и нудизм.

## Ранние годы
Маргерет Аньиль родилась 21 января 1891 года в семье Джорджа Аньиля, фермера из Индианы, и Ады Лешер Флауэрс. По отцовской линии она имела французско-еврейские корни, а по материнской — британские. Всего у супругов было шестеро детей. Её отец скончался в 1893 году, когда Маргерет была ещё ребёнком, оставив всех детей на воспитание матери. Маргерет вышла замуж в Нью-Йорке 21 марта 1917 года.
Аньель выступала в бродвейских пьесах, включая «Янтарную императрицу» (англ. The Amber Empress), поставленную на музыку Зоэля Паренто в 1916 году, и «Вертушку» (англ. Pin Wheel) Раймонда Хичкока в 1922 году.

## Публицистика
Маргерет Аньиль появилась в номере журнала «Vogue» от 15 ноября 1926 года, где демонстрировала упражнения для похудения в виде растяжек на полу, с позами, близкими к йогическим асанам: Салабхасана, Супта Вирасана, Сарвангасана и Халасана. Она также писала для журнала «Physical Culture» в 1927 и 1928 годах.
В 1931 году Аньель написала книгу «Искусство тела: ритмические упражнения для здоровья и красоты», иллюстрированную преимущественно её собственными фотографиями. В предисловии к ней она отмечала, что её танцевальная техника происходит от техники Рут Сен-Дени (которая, в свою очередь, формировалась под влиянием Франсуа Дельсарта), но её «система эстетической атлетики» была основана главным образом на системе Бернарра Макфаддена, поборника физической культуры. Она называла сексолога Хэвлока Эллиса и музыковеда Зигмунда Спета в качестве тех, кто оказал на неё наибольшее влияние.
В 1938 году Агниэль написал статью под названием «Ментальный элемент в контексте нашего физического благополучия» для американского журнала «The Nudist»; в ней были показаны обнажённые женщины, практикующие йогу, а также текст, посвящённый заботе о дыхании. Социальный историк Сара Шранк отмечала, что на том этапе развития йоги в США было вполне естественно сочетать нудизм и йогу, поскольку оба эти явления «были упражнениями в здоровой жизни; оба были контркультурными и богемными; оба подчёркивали тело; и оба были чувственными, не будучи явно эротическими».

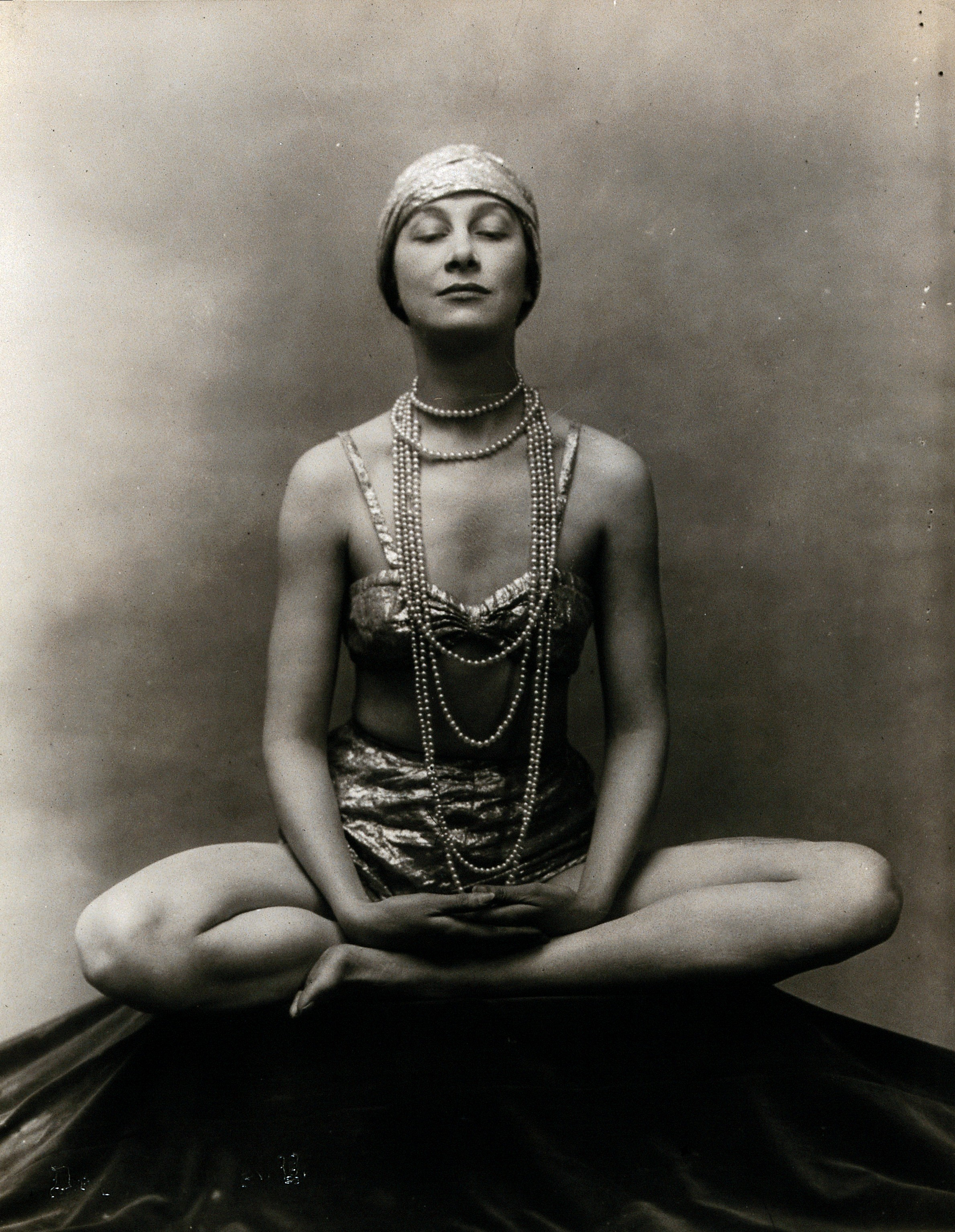
В "позе Будды", Муктасана. Фотография Джона де Мирджиана, 1928 год
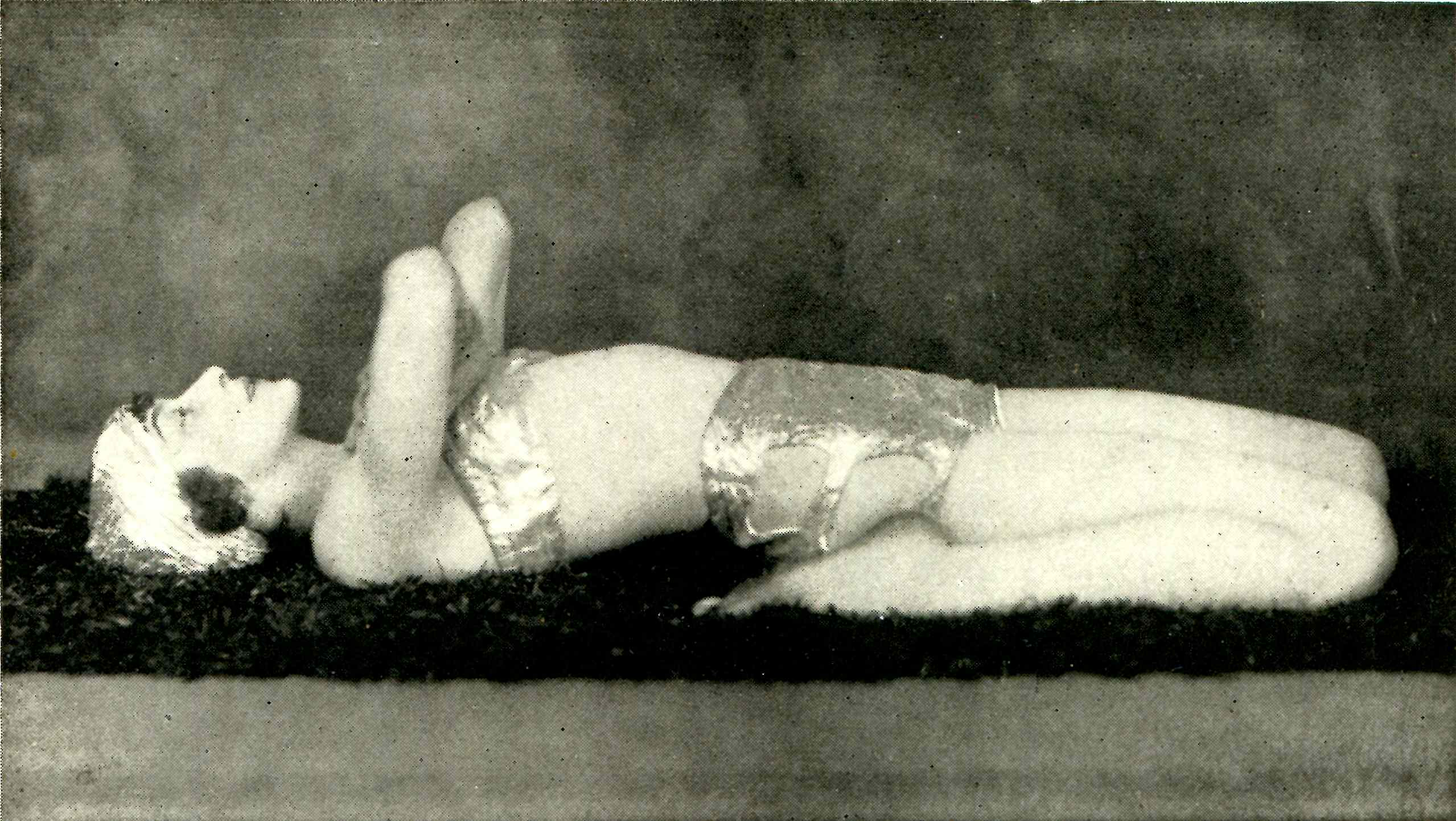
Аньиль в позе Супта Вирасана, демонстрирующая "хорошее упражнение для мышц спины и живота". Фотография Джона де Мирджиана, ок. 1928 года
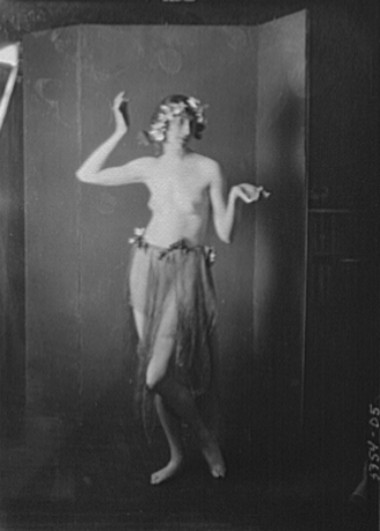
Маргарита Агниэль топлесс, ок. 1923 года

## Оценки
Её друг Хэвлок Эллис отмечал в письме Луизе Стивенс Брайант от 17 мая 1936 года), что книги Аньиль «богаты прекрасными иллюстрациями, почти все из них — изображения её самой. Она обладает замечательным талантом позирования, и она представлена на большинстве из них обнажённой, хотя она уже не молода».
Аньиль представлена на «элегантной, хотя и чрезвычайно парадоксальной» палладиевой фотографической гравюре Маргарет Уоткинс «Голова и рука». На ней изображена её рука, держащая портретную скульптурную голову самой себя работы Джо Дэвидсона. Это был один из серии портретов Аньиль, созданных Уоткинс, которые она использовала в своей работе «Искусство тела» (англ. The Art of the Body).

## Работы
- 1931 The Art of the Body. London: Batsford.
- 1931 «Dancing Mothers and Dancing Daughters», Hygeia 9:344-348
- 1933 Body Sculpture. New York: E.H. & A.C. Friedrichs.
- 1936 Your Figure. Garden City, N.Y.: Doubleday, Doran & Company.